# ایمج جی
ایمج جی یا Image J (به انگلیسی مخفف واژه Image Processing and Analysis in Java) نرم‌افزاری برای پردازش تصویر است که در مؤسسه ملی بهداشت (آمریکا) و بر روی سکوی جاوا ساخته شده است.
این نرم‌افزار به کمک افزونه‌هایی که برایش ساخته شده در بسیاری از مسائل پردازش و تحلیل تصاویر به کار می‌رود؛ از جمله در تصویربرداری سه‌بعدی از سلولهای زنده،
پردازش تصویر در پرتوشناسی پزشکی،
و پردازش خودکار تصاویر در خون‌شناسی.
ساختار گسترش‌پذیر ایمج جی و امکاناتی که برای افزودن ویژگی‌های تازه در اختیار کاربران می‌گذارد، این برنامه را به گزینهٔ محبوبی برای آموزش پردازش تصویر تبدیل کرده است.
از ایمج جی حتی برای تحلیل تصاویر نجوم نیز استفاده شده است.